# Kevin Tan

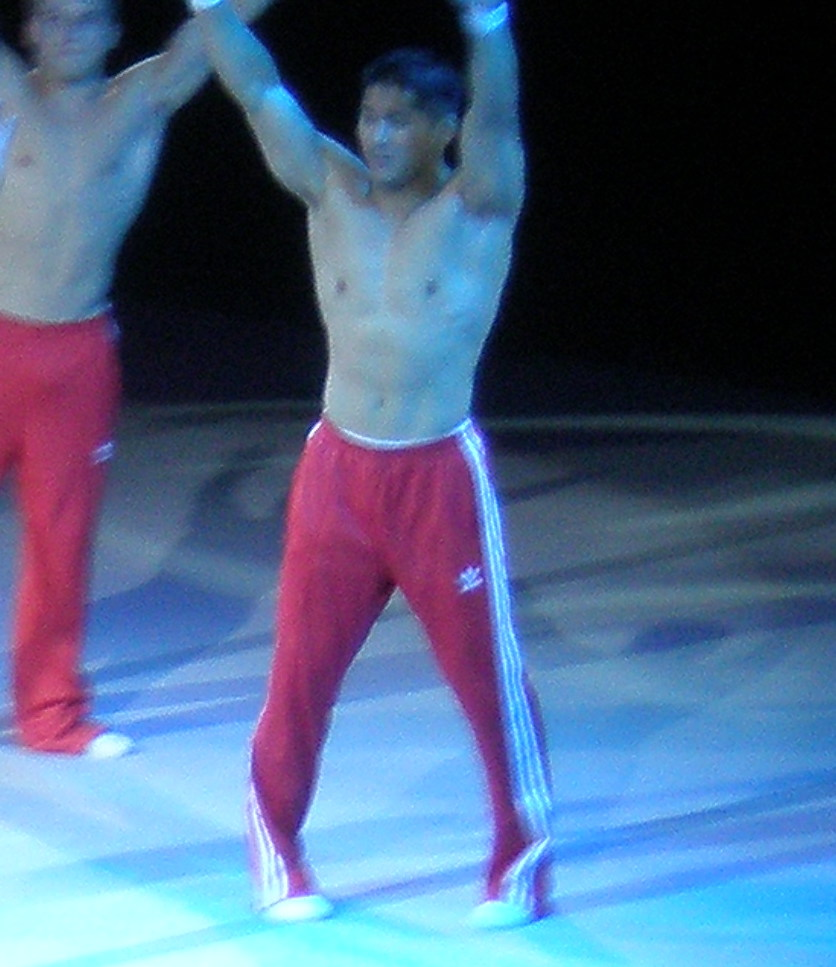

Kai Wen "Kevin" Tan (Chino: 譚凱文, Pinyin: Tán Kǎiwén), nacido el 24 de septiembre de 1981 en Fremont, (California) es un gimnasta de la modalidad de artística masculina estadounidense. 
Ha formado parte del Equipo estadounidense de gimnasia artística en los campeonatos mundiales de gimnasia desde el año 2005, y es, tricampeón nacional en anillas.
Tan forma parte del Equipo olímpico que representó a Estados Unidos en las Olimpiadas de Pekín 2008, designado como capitán del equipo, y consiguiendo una medalla de bronce en la final por equipos
Es descendiente de familia china. Su nombre legal, de origen chino, es Kai Wen y es el que usa en competiciones internacionales, aunque es llamado Kevin en eventos nacionales y en su carrera como entrenador en Penn State.